# Satrapie settentrionali

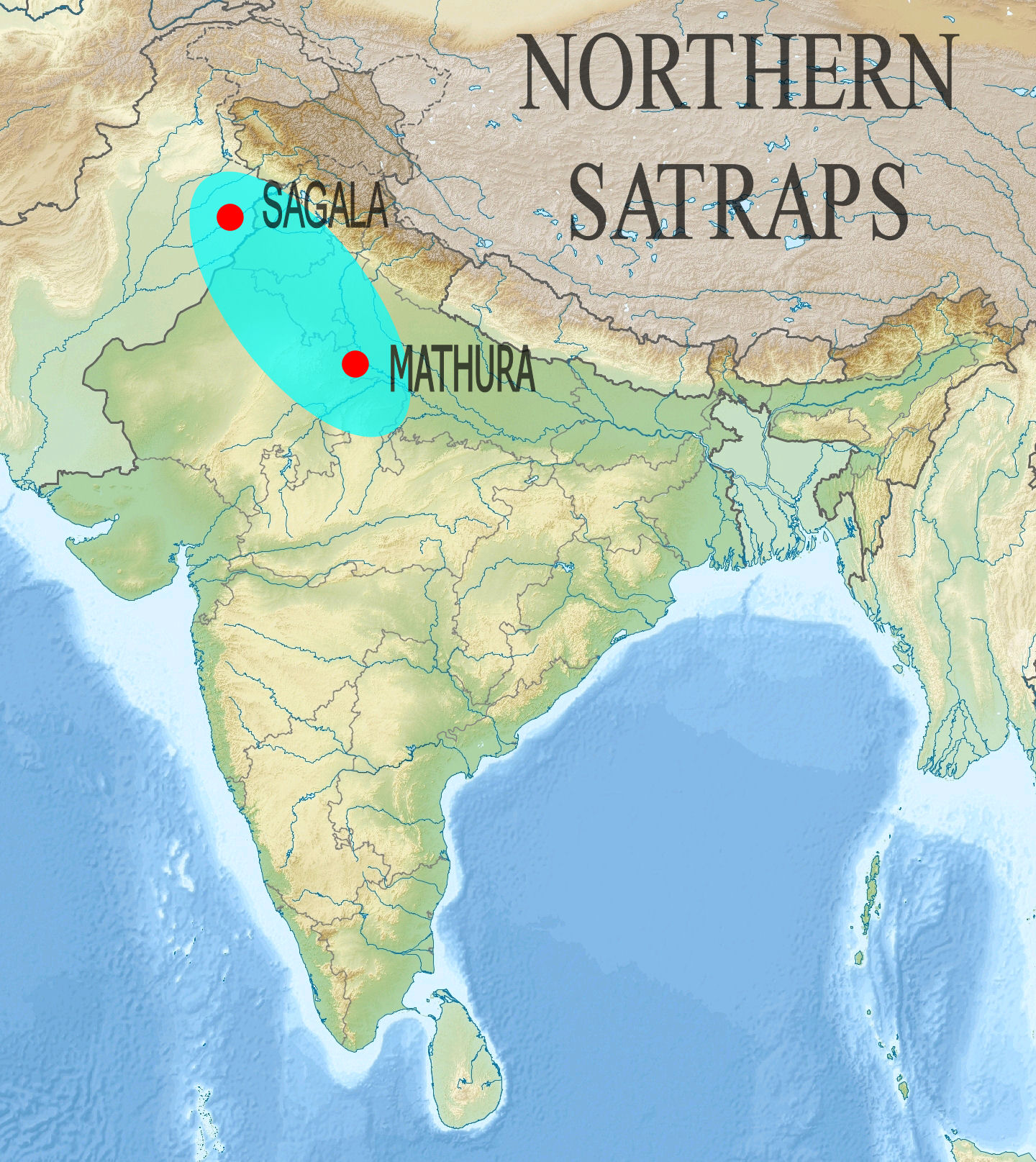
Estensione approssimativa delle Satrapie settentrionali

Le Satrapie settentrionali (in sanscrito: Mahakṣatrapa, "Grandi satrapi"), o talvolta Satrapi di Mathura, o Sakas del Nord, sono una dinastia di sovrani indo-sciti che dominavano l'area del Punjab orientale e di Mathura dopo il declino dell'Indo-Greci, dalla fine del I secolo a.C. al II secolo d.C. Sono chiamati "Satrapi del Nord" nella storiografia moderna per differenziarli dai "Satrapi occidentali", che governarono in Gujarat e Malwa all'incirca nello stesso periodo e fino al IV secolo d.C. Si pensa che abbiano sostituito l'ultimo dei re indo-greci nel Punjab orientale, così come la dinastia Mitra e la dinastia Datta dei governanti indiani locali a Mathura.
I Satrapi settentrionali furono probabilmente sostituiti o divennero vassalli dei Kushan dai tempi di Vima Kadphises, che è noto per aver governato a Mathura nel 90-100 d.C., e si sa che agirono come Satrapi e Grandi Satrapi nel regione di Mathura per il suo successore Kanishka (127-150 dC).

## Storia

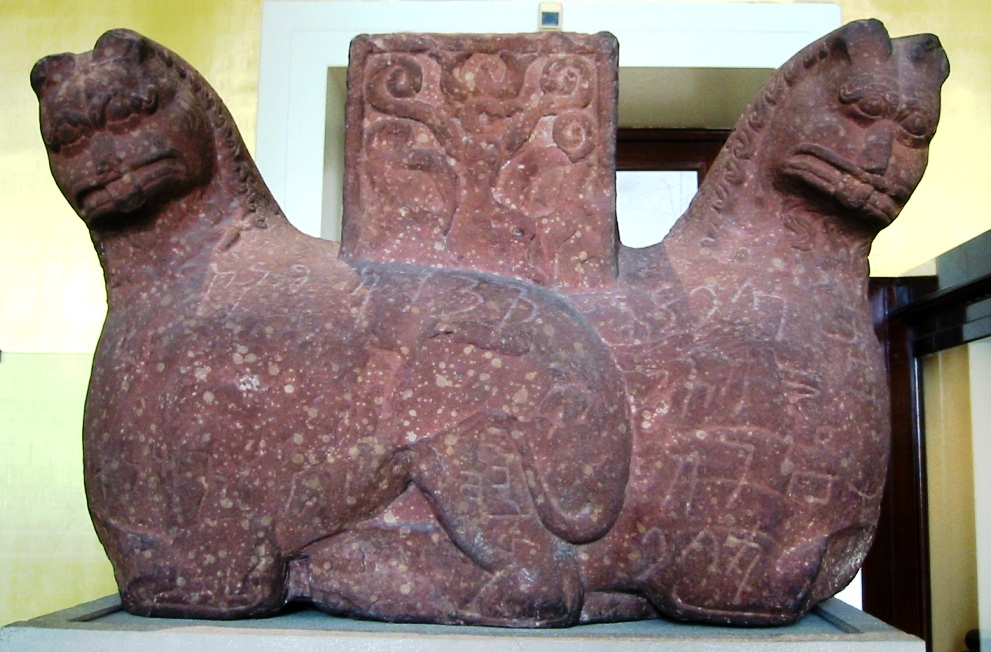
Capitello leonino di Mathura, databile al regno di Rajuvula

Nell'India centrale, si pensa che gli indo-sciti abbiano conquistato l'area di Mathura a discapito dei re indiani, presumibilmente la dinastia Datta, intorno al 60 a.C.. Essendo sotto il controllo dell'Impero Kushan, in quanto satrapia non del tutto indipendente, furono chiamati "Satrapi del Nord". I primi satrapi furono Hagamasha e Hagana, seguiti a loro volta da Rajuvula che ottenne il titolo di Mahakshatrapa o "grande satrapo". Tuttavia, secondo alcuni autori, Rajuvula potrebbe essere stato il primo.
In questo periodo, Mathura è descritta come "un grande centro della cultura Śaka in India". Poco si sa di preciso di quel periodo in termini di creazione artistica. L'indo-scita Rajuvula, sovrano di Mathura, creò monete che erano copie del sovrano indo-greco contemporaneo Stratone II, con l'effigie del re e la rappresentazione di Atena sul dritto. Gli indo-sciti sono noti per aver sponsorizzato il buddismo, ma anche altre religioni, come si evince dalle loro iscrizioni e dai resti archeologici nell'India nord-occidentale e occidentale, nonché dai loro contributi alla scultura pre-Kushana a Mathura. A testimonianza di questo abbiamo il capitello leonino di Mathura, un capitello indo-scita in arenaria di stile grezzo, e datato al I secolo d.C., descrive in kharoshthi il dono di uno stupa con una reliquia del Buddha, da parte della regina Nadasi Kasa, moglie del sovrano Rajuvula.
Mathura entrò a far parte dell'Impero Kushan a partire dal regno di Vima Kadphises (90-100 d.C.) e divenne poi la capitale meridionale dell'Impero Kushan.

## Lista dei Satrapi settentrionali
- Hagamasha (Kshaharata, Satrapo)
- Hagana (Kshaharata, Satrapo)
- Rajuvula, ca.  10 d.C. (Mahakshaharata, Grande Satrapo)
- Sodasa, figlio di Rajuvula